# 38М Toldi
38M «Толді» (угор. 38M Toldi) — угорський легкий танк часів Другої світової війни. Був розроблений в 1938 році на основі шведського танка Landsverk L-60. Серійно вироблявся в 1939–1944 роках, загальний випуск склав 202 примірники. За стандартами Другої світової, безнадійно застарів, проте активно використовувався угорськими військами в 1940–1945 роках. Названий на честь угорського лицаря Міклоша Толді, який жив в XIV столітті.

## Модифікації
- 38. M Toldi I — базова модифікація, випущено 80 одиниць
- 38. M Toldi II — модифікація з посиленим бронюванням, випущено 110 одиниць
- 38. M Toldi IIA — встановлено 40-мм гармату 42.M Toldi II, переобладнано 80 одиниць
- 43. M Toldi III — модифікація з 40-мм гарматою і додатково посиленим бронюванням, випущено не більше 12 одиниць
- 40M Nimród — Доданий опорний коток (танк став довшим на 0,66 м), встановили 40-мм автоматичну зенітну гармату «Бофорс», яка розміщувалася у відкритій зверху вежі кругового обертання з бронею 13 мм. Спочатку передбачалося зробити винищувач танків, проте в результаті вийшла одна з найвдаліших ЗСУ Другої світової для підтримки бронетанкових частин від атак з повітря. Вага ЗСУ — 9,5 тонн, розвивала швидкість до 35 км/год, екіпаж — 6 осіб. Всього було побудовано 46 одиниць.

## Опис конструкції
«Толді» мав компоновку з розташуванням моторного відділення в кормовій частині танка, а трансмісійного — в лобовій. Екіпаж танка складався з трьох чоловік: механіка-водія, навідника і командира.

## Озброєння
- 20-мм гармата
- 8-мм зенітний кулемет 34/37.М